# Jean-Baptiste Bory de Saint-Vincent
Jean-Baptiste Bory de Saint-Vincent (Agen, 6 luglio 1778 – Parigi, 22 dicembre 1846) è stato un naturalista francese, il cui nome di battesimo è stato variamente riportato come "Jean-Baptiste Marcellin" e "Jean-Baptiste George Marie".

## Biografia
Venne inviato come naturalista con la spedizione del capitano Nicolas Baudin in Australia nel 1798, ma sbarcò dal vascello alle isole Mauritius, e trascorse due anni esplorando le isole Riunione e altre isole dell'Oceano Indiano. Al suo ritorno si arruolò, fu presente alla battaglia di Ulm e alla battaglia di Austerlitz, e, nel 1808, si recò in Spagna con il maresciallo Nicolas Jean-de-Dieu Soult.
Nel 1815, sostenne Napoleone e si oppose ai Borboni. Di conseguenza, venne bandito con la restaurazione dei Borboni. Ma dopo diversi anni d'esilio, gli fu consentito di tornare tranquillamente a Parigi nel 1820. Nel 1829 comandò l'Expédition scientifique de Morée, e nel 1839 fu incaricato della esplorazione dell'Algeria.
Fu direttore del Dictionnaire classique d'histoire naturelle (Dizionario classico di storia naturale).
Le sue pubblicazioni comprendono:
- Essais sur les îles Fortunées (1802; Saggi sulle Isole Fortunate  [Isole Canarie])
- Voyage dans les îles d'Afrique (1803; Viaggio nelle isole d'Africa)
- Voyage souterrain, ou description du plateau de Saint-Pierre de Maestricht et de ses vastes cryptes (1821; Viaggio sotterraneo, o descrizione dell'altopiano di St. Pietersberg in Maastricht e delle sue vaste grotte)
- L'Homme, essai zoologique sur le genre humain (1827; L'Uomo: saggio zoologico sul genere umano), in cui adottò una prospettiva poligenica[1].
- Resumé de la géographie de la Péninsule (1838; Riassunto della geografia della Penisola iberica)

| Bory de Saint-Vincent è l'abbreviazione standard utilizzata per le specie animali descritte da Jean-Baptiste Bory de Saint-Vincent. Categoria:Taxa classificati da Jean-Baptiste Bory de Saint-Vincent |